# العروس الغجرية (مسلسل تلفزيوني)
العروس الغجرية (بالإسبانية: La novia gitana)‏ مسلسل تلفزيوني يستند إلى الرواية البوليسية العروس الغجرية التي كتبها كارمن مولا، ونشرتها في 17 مايو عام 2018.